# مصر سات-أيه
إيجيبت سات -ايه أو مصر سات -أيه هو القمر الصناعي الثالث لمراقبة الأرض لمصر بعد إيجيبت سات - 1 الذي أطلق في عام 2007 و إيجيبت سات - 2 الذي أطلق في عام 2014.  تم بناء هذا القمر الصناعي من قبل الهيئة القومية للاستشعار عن بعد وعلوم الفضاء المصرية بالاشتراك مع شركة إنجريا الروسية بينما تم تطوير حمولة التصوير بواسطة OAO Peleng و NIRUP Geoinformatsionnye Sistemy في بيلاروسيا. 